# Женская сборная ветеранов Австралии по кёрлингу
Женская сборная ветеранов Австралии по кёрлингу — национальная женская сборная команда, составленная из игроков возраста 50 лет и старше. Представляет Австралию на международных соревнованиях по кёрлингу среди ветеранов. Управляющей организацией выступает Австралийская Федерация Кёрлинга (англ. Australian Curling Federation).

## Статистика выступлений

### Чемпионаты мира
| Год     | Место                                           | И                                               | В                                               | П                                               | Состав (скипы выделены шрифтом)                 | Состав (скипы выделены шрифтом)                 | Состав (скипы выделены шрифтом)                 | Состав (скипы выделены шрифтом)                 | Состав (скипы выделены шрифтом)                 | Состав (скипы выделены шрифтом)                 |                                                 |
| Год     | Место                                           | И                                               | В                                               | П                                               | четвёртый                                       | третий                                          | второй                                          | первый                                          | запасной                                        | тренер                                          |                                                 |
| ------- | ----------------------------------------------- | ----------------------------------------------- | ----------------------------------------------- | ----------------------------------------------- | ----------------------------------------------- | ----------------------------------------------- | ----------------------------------------------- | ----------------------------------------------- | ----------------------------------------------- | ----------------------------------------------- | ----------------------------------------------- |
| 2002—12 | не участвовали                                  | не участвовали                                  | не участвовали                                  | не участвовали                                  | не участвовали                                  | не участвовали                                  | не участвовали                                  | не участвовали                                  | не участвовали                                  | не участвовали                                  | не участвовали                                  |
| 2013    | 13                                              | 6                                               | 1                                               | 5                                               | Линн Хьюитт                                     | Ellen Weir                                      | Gwen Wills                                      | Jenny Riordan                                   |                                                 | Bob Franklin                                    |                                                 |
| 2014    | 7                                               | 6                                               | 3                                               | 3                                               | Сэнди Ганьон                                    | Ellen Weir                                      | Janet Cobden                                    | Jenny Riordan                                   |                                                 | Ben Franklin                                    |                                                 |
| 2015    | не участвовали                                  | не участвовали                                  | не участвовали                                  | не участвовали                                  | не участвовали                                  | не участвовали                                  | не участвовали                                  | не участвовали                                  | не участвовали                                  | не участвовали                                  | не участвовали                                  |
| 2016    | 14                                              | 8                                               | 2                                               | 6                                               | Сэнди Ганьон                                    | Ellen Weir                                      | Janet Cobden                                    | Jenny Riordan                                   |                                                 | Bob Franklin                                    |                                                 |
| 2017    | 14                                              | 6                                               | 0                                               | 6                                               | Сэнди Ганьон                                    | Ellen Weir                                      | Lynette Corby                                   | Jenny Riordan                                   |                                                 | Bob Franklin                                    |                                                 |
| 2018    | 12                                              | 7                                               | 2                                               | 5                                               | Сэнди Ганьон                                    | Ellen Weir                                      | Lynette Corby                                   | Jenny Riordan                                   |                                                 | Bob Franklin                                    |                                                 |
| 2019    | 15                                              | 7                                               | 1                                               | 6                                               | Сэнди Ганьон                                    | Ellen Weir                                      | Gwyn Buck                                       | Jill Butler                                     |                                                 | Bob Franklin                                    |                                                 |
| 2020—21 | чемпионат не проводился из-за пандемии COVID-19 | чемпионат не проводился из-за пандемии COVID-19 | чемпионат не проводился из-за пандемии COVID-19 | чемпионат не проводился из-за пандемии COVID-19 | чемпионат не проводился из-за пандемии COVID-19 | чемпионат не проводился из-за пандемии COVID-19 | чемпионат не проводился из-за пандемии COVID-19 | чемпионат не проводился из-за пандемии COVID-19 | чемпионат не проводился из-за пандемии COVID-19 | чемпионат не проводился из-за пандемии COVID-19 | чемпионат не проводился из-за пандемии COVID-19 |
| 2022    | не участвовали                                  | не участвовали                                  | не участвовали                                  | не участвовали                                  | не участвовали                                  | не участвовали                                  | не участвовали                                  | не участвовали                                  | не участвовали                                  | не участвовали                                  | не участвовали                                  |
| 2023    | 14                                              | 6                                               | 1                                               | 5                                               | Ким Фордж                                       | Лин Гилл                                        | Kim Irvine                                      | Adrienne Kennedy                                |                                                 | Kirby Gill                                      |                                                 |
| 2024    | 15                                              | 5                                               | 1                                               | 4                                               | Ким Фордж                                       | Линетт Гилл                                     | Kim Irvine                                      | Adrienne Kennedy                                |                                                 |                                                 |                                                 |
| 2025    | 15                                              | 5                                               | 2                                               | 3                                               | Хелен Уильямс                                   | Kim Irvine                                      | Adrienne Kennedy                                | Carolyn Swan                                    |                                                 | Barry Westman                                   |                                                 |

(данные с сайта результатов и статистики ВФК:)